# Moritz Wesemann
Moritz Wesemann (15 maggio 2002) è un tuffatore tedesco.

## Biografia
È originario di Aquisgrana e si è formato nell'SV Neptun Aachen 1910. Nell'ottobre 2021 si è trasferito ufficialmente all'SV Halle, dopo essersi allenato per qualche tempo ad Halle (Saale).
Si è formato presso l'università IU International University of Applied Sciences di Erfurt. È allenato da Philipp Becker. Il suo precedente allenatore è stato Alexander Neufeld.

### Carriera
Ha fatto la sua prima apparizione internazionale nelle competizioni seniores ai mondiali di Budapest 2022, dove si è classificato quinto e ha raggiunto la finale del trampolino dei 3 m. A causa di una positività al Covid-19, non ha potuto di gareggiare in finale ed è dovuto tornare a casa in isolamento.
Ha fatto parte della squadra tedesca agli europei di Roma 2022, in cui si è classificato 4º nella finale del trampolino 1 m, con 379,00 punti, e 5º nel sincro 3 m, facendo coppia per la prima volta insieme a Timo Barthel, dopo che il suo partner abituale Lars Rüdiger si era rotto un dito prima dell'inizio della manifestazione continentale.
Ai III Giochi europei di Rzeszów 2003 si è laureato campione continentale nel trampolino 3 m, precedendo sul podio i francesi Jules Bouyer e Alexis Jandard. La vittoria gli ha attribuito anche il titolo di campione europei di tuffi, essendo il campionato integrato nei Giochi europei. 
Ai mondiali di Fukuoka 2023 ha vinto il bronzo nella squadra mista, con Christina Wassen, Lena Hentschel e Timo Barthel. Ha inoltre ottenuto il 5º posto nel trampolino 1 m e il 7º nel trampolino 3 m. Agli europei di Antalya del 2025 sale sul gradino più alto del podio nel trampolino 1 m e nel sincro 3 metri, in quest'ultima occasione insieme a Timo Barthel.

## Palmarès
| Anno | Manifestazione               | Sede      | Evento         | Risultato | Prestazione | Note |
| ---- | ---------------------------- | --------- | -------------- | --------- | ----------- | ---- |
| 2022 | Mondiali                     | Budapest  | Trampolino 3 m | 5º        | 408,15 p.   |      |
| 2022 | Europei                      | Roma      | Trampolino 1 m | 4º        | 379,00 p.   |      |
| 2022 | Europei                      | Roma      | Trampolino 3 m | 16º       | 309,25 p.   |      |
| 2022 | Europei                      | Roma      | Sincro 3 m     | 5º        | 341,61 p.   |      |
| 2023 | Giochi europei               | Rzeszów   | Trampolino 1 m | 7º        | 377,20 p.   |      |
| 2023 | Giochi europei               | Rzeszów   | Trampolino 3 m | Oro       | 465,40 p.   |      |
| 2023 | Giochi europei               | Rzeszów   | Squadra mista  | 4º        | 377,10 p.   |      |
| 2023 | Mondiali                     | Fukuoka   | Trampolino 1 m | 6º        | 388,55 p.   |      |
| 2023 | Mondiali                     | Fukuoka   | Trampolino 3 m | 7º        | 433,35 p.   |      |
| 2023 | Mondiali                     | Fukuoka   | Squadra mista  | Bronzo    | 432,15 p.   |      |
| 2025 | Europei                      | Antalya   | Trampolino 1 m | Oro       | 400,60 p.   |      |
| 2025 | Europei                      | Antalya   | Trampolino 3 m | Bronzo    | 426,85 p.   |      |
| 2025 | Europei                      | Antalya   | Sincro 3 m     | Oro       | 359,58 p.   |      |
| 2025 | Europei                      | Antalya   | Squadra mista  | Argento   | 400,60 p.   |      |
| 2025 | Giochi mondiali universitari | Reno-Ruhr | Trampolino 3 m | Oro       | 454,20 p.   |      |
| 2025 | Giochi mondiali universitari | Reno-Ruhr | Squadra mista  | Oro       | 437,10 p.   |      |